# Nomada rhodotricha
Nomada rhodotricha är en biart som beskrevs av Cockerell 1903. Nomada rhodotricha ingår i släktet gökbin, och familjen långtungebin. Inga underarter finns listade i Catalogue of Life.